# Tamhorn
Tamhorn var en civil parish 1858–1934 när det uppgick i Fisherwick, i grevskapet Staffordshire i England. Civil parish var belägen 8 km från Lichfield och hade 19 invånare år 1931. Byn nämndes i Domedagsboken (Domesday Book) år 1086, och kallades då Tamahore.